# 福間弾薬庫
福間弾薬庫 (ふくまだんやくこ) は、福岡県宗像郡上西郷村（現福岡県福津市）にかつて存在した大日本帝国陸軍の弾薬庫。面積は約100万㎡。1943年に大阪陸軍航空補給廠の福岡支廠福間出張所によって陸軍上西郷航空廠弾薬倉庫として設立された。

## 施設概要
- 場所：福岡県福津市上西郷
- 施設面積：約100万㎡
- 管理組織名：大阪陸軍航空補給廠福岡支廠福間出張所
- 使用部隊名：陸軍上西郷航空部隊
- 使用主目的：弾薬庫

現在3棟が残されており、農家の資材置き場として利用されている。
福間弾薬庫の北側に福間町総合運動公園（なまずの郷）が隣接している。

## 歴史
- 1943年(昭和一八年)：陸軍上西郷航空部隊、福間弾薬庫として使用開始。弾薬庫、作業者、兵舎などが建設される。
- 1944年(昭和一九年)：国鉄福間駅（現JR福間駅）から鉄道の引込線が引かれる。旧制宗像中学校と旧宗像高等女学校の学生たちが動員され弾薬の詰め込みや弾磨きの作業にあたる。
- 1945年(昭和二○年)：沖縄戦の激化に伴い弾薬庫が実際に使用される。
- 1946年(昭和二一年)：鉄道の引込線が取り除かれ、建物も殆どが解体された。
- 1959年(昭和三四年)：引込線に使用されていた橋が水害によって流され、現在は土台のみが遺されている。